# RETScreen
Software-ul RETScreen Clean Energy Management (de obicei prescurtat RETScreen) este un pachet software dezvoltat de Guvernul Canadei. RETScreen Expert a fost prezentat la Reuniunea la nivel ministerial pentru energie curată din 2016 care a avut loc la San Francisco.
RETScreen Expert este versiunea curentă a software-ului și a fost lansată public în data de 19 septembrie 2016. Software-ul permite identificarea, evaluarea și optimizarea cuprinzătoare a viabilității tehnice și financiare a proiectelor potențiale de energie regenerabilă și privind eficiența energetică, precum și măsurarea și verificarea performanțelor efective ale instalațiilor și identificarea posibilităților de economisire/producere a energiei. Modul de vizualizare din RETScreen Expert este gratuit și oferă acces la toate funcționalitățile software-ului. Cu toate acestea, spre deosebire de versiunile anterioare RETScreen, un nou mod Profesional (care permite utilizatorilor să salveze, să imprime, etc.) este disponibil acum pe bază de abonament anual.
Suita RETScreen, care cuprinde RETScreen 4 și RETScreen Plus, este versiunea anterioară a software-ului RETScreen. Suita RETScreen include capabilități de analiză a energiei obținute prin cogenerare și în afara rețelei.
Spre deosebire de suita RETScreen, RETScreen Expert este o platformă software unică, integrată, utilizează arhetipuri detaliate și cuprinzătoare pentru evaluarea proiectelor și include capacitatea de analiză a portofoliului. RETScreen Expert integrează o serie de baze de date pentru a asista utilizatorul, incluzând o bază de date globală a condițiilor climatice obținută de la 6.700 de stații terestre și din date ale sateliților NASA, baza de date de referință, baza de date a costurilor, baza de date a proiectelor, baza de date hidrologică și baza de date a produselor. Software-ul conține un material de formare integrat cuprinzător, inclusiv un manual electronic.

## Istoric
Prima versiune a software-ului RETScreen a fost lansată în data de 30 aprilie 1998. RETScreen Versiunea 4 a fost lansată în data de 11 decembrie 2007 în Bali, Indonezia de către ministrul canadian al mediului. RETScreen Plus a fost lansat în 2011. Suita RETScreen (care integrează RETScreen 4 și RETScreen Plus cu numeroase actualizări suplimentare) a fost lansată în 2012. RETScreen Expert a fost lansat public în data de 19 septembrie 2016.

## Cerințele programului
Programul necesită Microsoft® Windows 7 SP1, Windows 8.1 sau Windows 10 și Microsoft® .NET Framework 4.7 sau o versiune ulterioară. Programul poate rula pe computere Apple Macintosh utilizând Parallels sau VirtualBox pentru Mac.

## Parteneri
RETScreen este gestionat sub conducerea și sprijinul financiar permanent al CanetENERGY Varennes Research Centre of Natural Resources Canada, un departament din cadrul Guvernului Canadei. Echipa centrală se bazează pe colaborarea cu o serie de alte organizații guvernamentale și multilaterale, beneficiind de sprijin tehnic de la o rețea vastă de experți din industrie, guvern și mediul academic. Principalii parteneri sunt Centrul de Cercetare Langley al NASA, Parteneriatul privind energia regenerabilă și eficiența energetică (REEEP), Operatorul de sistem electric independent (IESO) din Ontario, Unitatea Energetică a Diviziei de Tehnologie, Industrie și Economie din cadrul UNEP, Facilitatea Globală de Mediu (GEF), Fondul Special de Carbon al Băncii Mondiale și Inițiativa privind energia durabilă a Universității din York.

## Exemple ale modului de utilizare
În februarie 2018, software-ul RETScreen număra peste 575.000 de utilizatori în fiecare țară și teritoriu.
Un studiu independent de impact a estimat că, până în 2013, utilizarea software-ului RETScreen a condus, în întreaga lume, la economii ale costurilor tranzacțiilor utilizatorilor de peste 8 miliarde de dolari, reduceri ale emisiilor de gaze cu efect de seră cu 20 MT pe an și a facilitat cel puțin 24 GW de capacitate instalată de energie curată.
RETScreen este utilizat pe scară largă pentru a facilita și implementa proiecte de energie curată. De exemplu, RETScreen a fost utilizat:
- pentru modernizarea Empire State Building cu măsuri de eficiență energetică;[22]
- la facilitățile de producție ale 3M Canada;[23]
- în mod extins, de industria eoliană irlandeză pentru a analiza potențiale noi proiecte;[24]
- pentru a monitoriza performanța a sute de școli din Ontario;[25]
- de către programul centralei cu producție combinată de căldură și energie electrică Manitoba Hydro (optimizarea bioenergiei) pentru selectarea aplicațiilor de proiect;[26][27]
- pentru a gestiona energia în campusurile universitare și de colegiu;[28]
- într-o analiză și evaluare multianuală a performanțelor fotovoltaice în Toronto, Canada;[29][30]
- pentru a analiza încălzirea aerului folosind energie solară la instalațiile Forțelor Aeriene ale Statelor Unite;[31]
- pentru facilități municipale, inclusiv identificarea oportunităților de modernizare pentru creșterea eficienței energetice în diferite municipalități din Ontario.[32][33]

O colecție vastă de articole care detaliază modul în care RETScreen a fost utilizat în contexte diferite este disponibilă pe pagina LinkedIn a software-ului RETScreen.
RETScreen este, de asemenea, utilizat ca un instrument de predare și cercetare în peste 1.100 de universități și colegii din întreaga lume și este frecvent citat în literatura academică. Exemple ale utilizării software-ului RETScreen în mediul academic pot fi găsite în secțiunile „Publicații și rapoarte” și „Cursuri pentru universități și colegii” din buletinul informativ RETScreen, accesibil prin manualul de utilizare în software-ul descărcat.
Utilizarea RETScreen este mandatată sau recomandată de programe de stimulare a energiei curate la toate nivelurile de guvernare din întreaga lume, inclusiv CCONUSC și UE, Canada, Noua Zeelandă și Regatul Unit, numeroase state americane și provincii canadiene, orașe și municipalități, precum și furnizori de utilități. S-au desfășurat ateliere de formare RETScreen la nivel național și regional la cererea oficială a guvernelor din Chile, Arabia Saudită și din 15 țări din Africa de Vest și Centrală precum și a Organizației pentru Energie din America Latină (OLADE).

## Premii și recunoaștere
În 2010, RETScreen International a primit Premiul pentru Excelență pentru Serviciu Public, cel mai mare premiu acordat de guvernul canadian funcționarilor publici.
RETScreen și echipa RETScreen au fost nominalizați și au primit numeroase alte premii prestigioase, printre care premiul Ernst & Young/Euromoney Global Renewable Energy Award, Energy Globe (Premiu Național pentru Canada) și medalia GTEC Distinction Award Medal.

## Recenzii
O recenzie a Agenției Internaționale pentru Energie privind lansarea beta a părții hidroelectrice a software-ului l-a descris ca fiind „foarte impresionant”. Agenția Europeană de Mediu afirmă că RETScreen este un „instrument extrem de util”. RETScreen a fost numit, de asemenea, „unul dintre puținele instrumente software și, de departe, cel mai bun, disponibil pentru evaluarea economiei instalațiilor din domeniul energiei regenerabile” și „un instrument de consolidare a... coerenței pieței” la nivel mondial.